# Косня
Косня (до 2016 року Черво́ний Плугата́р) — село в Україні, у Коростенському районі Житомирської області. Населення становить 81 особу (на 2001 рік). Входить до складу Малинської міської громади.

## Історія
Під назвою Червоний Плугатар у статусі хутора відомий з 1928 року. Можливо заснований на території хутора Косня, відомого з 1800 року, який у 1923 році належав до Недашківської сільської ради, але станом на 1 жовтня 1941 року на обліку вже не значився.
У 1930 році тут діяв колгосп «Червоний Плугатар».
Станом на 10 лютого 1952 року значиться як хутір Недашківської сільської ради Базарського району Житомирської області.
2 вересня 1954 року переданий П'ятидубській сільській раді, а 21 липня 1958 року — Вишівській.
З 21 січня 1959 року після прийняття Указу Президії Президії Верховної Ради УРСР «Про укрупнення деяких районів Житомирської області» та ліквідації Базарського району входить до складу Малинського району.
У 1989 році в селі налічувалося 116 жителів.
18 березня 2010 року Житомирська обласна рада ухвалила рішення про перейменування села на Плугатар, проте вже 8 вересня того ж року рішення було скасоване.
19 травня 2016 року село Червоний Плугатар перейменоване на село Косня.

## Населення

### Мова
Розподіл населення за рідною мовою за даними перепису 2001 року:
| Мова       | Кількість | Відсоток |
| ---------- | --------- | -------- |
| українська | 80        | 98.77%   |
| російська  | 1         | 1.23%    |
| Усього     | 625       | 100%     |